# 長田聖司
長田 聖司（ながた せいじ、1985年11月22日 - ）は、日本の男性空手家・キックボクシング選手。
兵庫県明石市出身。日本空手道明武会出身で、現在は新日本キックボクシング協会大分ジム所属。
ムエタイチャンピオン。
　
腰の故障により長期離脱を余議なくされるが密筋肉量の濃さに身体にメスが入らず手術が困難な為、現在は格闘技界から一線を置いているが医学の発達を期待し再起戦を熱望している。

2002年6月9日「兵庫県高等学校空手道大会」優勝。